# Синт Кателейне - Вавер
Синт Кателейне – Вавер (на нидерландски: Sint-Katelijne-Waver) е селище в Северна Белгия, окръг Мехелен на провинция Антверпен. Намира се на 4 km североизточно от центъра на град Мехелен. Населението му е около 19 600 души (2006).